# Tableau
Tableau Software, LLC è un'azienda statunitense interattiva di software, focalizzata sulla business intelligence.
È stata fondata nel 2003 a Mountain View, California, e ha attualmente la sua sede centrale a Seattle. Nel 2019, l'azienda è stata acquisita da Salesforce per $15.7 miliardi. Al momento dell'acquisizione, questo è stato il più grande acquisto nella storia di Salesforce (leader nel campo del CRM). Questo record è stato successivamente superato dall'acquisizione di Slack da parte di Salesforce.
I fondatori di Tableau, Christian Chabot, Pat Hanrahan e Chris Stolte, erano ricercatori presso il Dipartimento di Informatica all'Università di Stanford. Si sono specializzati in tecniche di visualizzazione per l'esplorazione e l'analisi di database relazionali e data cubes, e hanno iniziato l'azienda come sbocco commerciale per la ricerca a Stanford dal 1999 al 2002.
I prodotti Tableau interrogano database relazionali, Cubi OLAP, cloud databases e spreadsheets per generare visualizzazioni dei dati di tipo grafico. Il software può anche estrarre, memorizzare e recuperare dati da un motore dati in-memory.

## Storia
Mentre si trovavano a Stanford, i fondatori Hanrahan e Stolte, insieme a Diane Tang, crearono il predecessore di Tableau, chiamato Polaris; Polaris era uno strumento di visualizzazione dei dati, costruito con il supporto di un programma di difesa del Dipartimento dell'Energia degli Stati Uniti, l'Accelerated Strategic Computing Initiative (ASCI). L'ASCI è stato formato per facilitare la simulazione e la modellazione delle armi nucleari.
Tableau è stata formalmente fondata nel gennaio 2003 da Pat Hanrahan, Christian Chabot e Chris Stolte, e spostò la sua sede nel quartiere Fremont di Seattle, Washington, l'anno successivo. L'azienda ha successivamente ampliato la sua sede di Fremont e ha annunciato piani nel 2016 per un campus ausiliario nella periferia di Kirkland. Un nuovo edificio della sede è stato aperto vicino a Gas Works Park a Wallingford nel marzo 2017 ed è stato seguito da un nuovo edificio a Fremont aperto nel 2018.
Nel agosto 2016, Tableau annunciò la nomina di Adam Selipsky come presidente e CEO, con effetto dal 16 settembre 2016, sostituendo il co-fondatore Christian Chabot come CEO.
Nel giugno 2018, Tableau acquisì Empirical Systems, una startup di intelligenza artificiale con sede a Cambridge (Massachusetts), con piani per integrare la tecnologia dell'azienda nella piattaforma Tableau. Tableau annunciò anche piani per stabilire un ufficio a Cambridge a seguito dell'accordo.
Il 10 giugno 2019, Tableau è stata acquisita da Salesforce in un accordo interamente azionario del valore di 15,7 miliardi di dollari, diventando la più grande acquisizione nella storia di Salesforce fino a quel momento.
Nel marzo 2021, Tableau annunciò la nomina di Mark Nelson come presidente e CEO, sostituendo Adam Selipsky. L'attuale CEO di Tableau è un veterano di Salesforce, Ryan Aytay.
Tra i dipendenti di spicco di Tableau ci sono Jock Mackinlay e il computer scientist e autore Leland Wilkinson.

## Prodotti Software
I prodotti Tableau includono:
- Tableau Desktop[26]
- Tableau Server[27]
- Tableau Prep Builder[28] (rilasciato nel 2018)
- Tableau Vizable[29] (app mobile di visualizzazione dei dati per consumatori rilasciata nel 2015)
- Tableau Public (gratuito)
- Tableau Reader (gratuito)
- Tableau Mobile[30][31]
- Tableau Cloud[32]
- Tableau Prep[33]
- Tableau CRM[34]
- Tableau Bridge[35]

## Funzionalità
Tableau offre funzionalità drag and drop e altre caratteristiche come formati di grafici multipli e capacità di mapping.

### Map functionalities
Il software è in grado di tracciare coordinate di latitudine e longitudine e connettersi a file spaziali come Esri Shapefiles, KML, e GeoJSON per visualizzare geografia personalizzata. Il geo-coding integrato permette di mappare automaticamente luoghi amministrativi (paese, stato/provincia, contea/distretto), codici postali, Distretti Congressuali USA, CBSA/MSA USA, Codici di Area, Aeroporti, e aree statistiche dell'Unione Europea (NUTS codes). Le geografie possono essere raggruppate per creare territori personalizzati o utilizzare il geocoding personalizzato per estendere i ruoli geografici esistenti nel prodotto.

### Data sources
Tableau Software può connettersi a sorgenti dati come file di testo regolari (.txt, .csv), Microsoft Excel (.xlsx), Microsoft Access (.accdb), importare da Tableau workbook (.tbm), Tableau Table data Extract (.tds) e molti altri tipi. Offre anche la possibilità di connettersi ai dati utilizzando connettori pre-configurati multipli.